# 捷普洛奥焦尔斯克
捷普洛奥焦尔斯克（羅馬化：Teploozyorsk），旧称乔普洛耶奥泽罗（Тёплое Озеро），是俄罗斯犹太自治州的市级镇，属奥布卢奇耶区，南距比拉河约2（1.2英里），在区行政中心奥布卢奇耶东、自治州首府比罗比詹西偏北方。
该地2021年人口有3,570人；2010年人口4,311；2002年人口5,124；1989年人口5,775。